# 劇場版 假面騎士Wizard in Magic Land
《劇場版 假面騎士Wizard in Magic Land》（日语：劇場版 仮面ライダーウィザード イン マジックランド），是日本特攝節目《假面騎士Wizard》的獨立劇場版。日本地區於2013年8月3日上映。
此外《超級戰隊系列》作品《獸電戰隊強龍者》劇場版《劇場版 獸電戰隊強龍者 GABURINCHO OF MUSIC》亦同步上映。
本作劇場版的口號為「金色魔法使‧假面騎士Sorcerer降臨！」、「魔法支配的世界－窮途末路的危機之中爆發出『最後的魔法』！！」。

## 本作特色
- 本作繼《劇場版 假面騎士555 消失的天堂》後再次於劇場版出現量產型的假面騎士，亦是再次出現假面騎士被列為全民公敵的設定。
- 本作亦摒除過往自《劇場版 假面騎士Decade 全騎士 VS 大修卡》開始起的假面騎士獨立劇場版作品之中，讓續作假面騎士先行登場的常用慣例。
- 本作為《假面騎士系列》首部於異世界作為故事舞台的劇場版作品。

## 故事概要
某夜突如其來刮起一陣帶有彩虹色光輝的龍捲風，漸漸巨大化並籠罩全世界。
翌日早上，操真晴人 / 幪面超人Wizard與曆從睡夢中醒來後，卻發現所有景象猶如另一個世界，街上充斥著的是使用魔法的人們。甚至同伴奈良瞬平與大門凛子像失去過去事情的記憶般變得形同陌路人。
途中偶遇名叫椎名的少年，得知原來製造出彩虹色光輝的龍捲風，把世界變化成為「魔法王國」的元兇是號稱「金色魔法使」的人 － 假面騎士Sorcerer，為尋求真相而向國家統治者瑪雅大王身處的城堡「翡翠城」進發。

## 故事背景&用語
魔法王國
原文：
由奧瑪大臣利用「Create」指環以及曆體內的賢者之石所創造出來的世界。
一切事物例如交通工具、通訊系統、消費交易甚至文娛活動等等，都和魔法息息相關，以魔力作為流通的世界。
國內所有居民都是魔法使，就算有魅影襲擊都能夠變身成為假面騎士Mage自保。
隨著奧瑪大臣被操真晴人打敗，魔法王國也隨後消失。
魔力流通系統
原文：
如現實世界的電子貨幣般，利用身上的魔力感應作為貨幣付款交易的機械系統。
所有從系統得來的魔力全數送往翡翠城之內收集。
翡翠城
原文：
魔法王國統治者瑪雅大王居住的城堡。
塔納托斯容器
原文：
放置於翡翠城地下的裝置。
以大量的人骨製造而成，用作儲蓄從「魔力流通系統」得來的魔力。而該堆人骨也由奧瑪大臣利用彩虹龍捲風殺害子民所得。
奧瑪大臣企圖收集魔力以啓動比「魔宴」更強大的儀式，使擁有魔法的子民陷入絕望並誕生魅影。

## 登場人物

### 《假面騎士Wizard》原登場人物
操真晴人（そうま・はると）（白石隼也飾）
守護人類的希望而與魅影對抗的魔法使，假面騎士Wizard變身者。
由原本世界變化成為魔法王國後，被當地人們視為入侵者。
仁藤攻介（にとう・こうすけ）（永瀨匡飾）
古代魔法使，假面騎士Beast變身者。
原本世界中視操真晴人為競爭對手。
而在魔法王國中，外表跟名字都與原本世界相同的居民之一。
古代魔法學的權威，變身腰帶Beast Driver亦是由自己親手製作出來。
曆（奥仲麻琴飾）
協助操真晴人的少女，被奧瑪大臣擄走後作為改變世界的輔助力量。
與晴人同樣從原本世界迷失於魔法王國之中。
大門凛子（だいもん・りんこ）（高山侑子飾）
原本世界中協助操真晴人，鳥井坂警視廳的女警。
而在魔法王國中，外表跟名字都與原本世界相同的居民之一。
能夠變身成為假面騎士Mage。
奈良瞬平（なら・しゅんぺい）（戶塚純貴飾）
原本世界中為操真晴人的助手。
而在魔法王國中，外表跟名字都與原本世界相同的居民之一。
能夠變身成為假面騎士Mage。
輪島繁（わじま・しげる）（小倉久寬飾）
原本世界中為骨董店「面影堂」的店主，操真晴人的魔法指環製作人。
而在魔法王國中，外表跟名字都與原本世界相同的居民之一。
「面影堂」改為經營販賣魔法指環。
能夠變身成為假面騎士Mage。
美紗（ミサ）（中山繪梨奈飾）
美杜莎的宿主。
在原本世界與魔法王國中的身份同是指揮魅影行動的怪人女幹部。
不斷對魔法王國發動襲擊。
雄吾（ユウゴ）（篤海飾） 
的宿主。
在原本世界中被假面騎士Wizard打敗，葬身於太陽中受到生死循環之苦。
魔法王國中的身份同是魅影的怪人幹部之一。
空（前山剛久飾）
古利姆連的宿主。
在原本世界與魔法王國中的身份同是魅影的怪人幹部之一。

### 本作登場人物
瑪雅大王（マヤ大王）（忍成修吾飾）
魔法王國國王，愛民如子並受萬人敬仰。
個人天生沒有魔力，只能靠奧瑪大臣所製造的指環以掩飾真相。
非常介意操真晴人忽然踏入魔法王國國土，認爲來者不善並視其為侵略者，但發覺對方真正目的是拯救魔法王國的子民，並得悉奧瑪大臣的真正目的之後深感悔疚。
奧瑪大臣（オーマ大臣）（陣内孝則飾）
幪面超人Sorcerer變身者。
魔法王國大臣兼創造者，對瑪雅大王雖然盡忠但對其卻非常輕蔑。
渴望創造一個只有魔法使的世界，並剷除不願當魔法使的子民。
真身乃是魅影之一的德雷克。創造魔法王國的真正目的是先殺害擁有魔法的子民，之後欲以人骨製造「塔納托斯容器」令子民陷入絕望，然後成爲魅影之王再令世界沒有人類。
禁衛軍隊長（載寧龍二飾）
瑪雅大王旗下的禁衛軍隊長，受奧瑪大臣之命攻擊操真晴人。
能夠變身成為假面騎士Mage。
因為其等級，所以與其他假面騎士Mage變身者不一樣的是其肩上多了一個紅色披風。
椎名（シイナ）（瀧澤翼飾）
魔法王國居民之一，輪島繁的徒弟。
與操真晴人從「面影堂」認識，解釋在事件中因母親被受牽連而身亡。
能夠變身成為假面騎士Mage。
與美杜莎、菲尼克斯及古利姆連交手中慘敗並陷入絕望。雖然最後得操真晴人及仁藤攻介救回但因此失去魔力。

## 本作限定登場的假面騎士/形態

### 假面騎士Wizard
變身者：操真晴人（替身演員：高岩成二 / 岡田和也、CV：白石隼也）

#### 變身模式
| 型態名稱               | 簡介                                       | 外觀                     | 能力 |
| Infinity Dragon 無限龍 | 原文： 利用「Finish Strike」指環變身的形態 | 基本與Infinity Style相同 | 融合Infinity Style再全數解放具體化Wizardragon的翼、尾和爪的部位。盡數地發揮出潛在的戰鬥力。必殺技為「Infinity End」，從右腳解放Wizardragon的頭部施以強力的踢撃。 |

### 假面騎士Sorcerer
變身者：奧瑪大臣（替身演員：永德、CV：陣内孝則）
原文：

#### 變身模式
| 型態名稱 | 簡介 | 外觀                 | 能力 |
| 通常形態 | 使用「Sorcerer」指環變身而成 身高：210cm 體重：90kg 拳擊力：約8.0t 踢擊力：10.5t 跳躍力：28m 跑力：100m/5秒 | 全身以金色和黑色為主 | 別稱「金色魔法使」。使用長戟「Dís Halberd」作主要武器。必殺技為「Strike Sorcerer」，使用「Final Strike」指環後把體內魔力全部集中左腳後踢出。 |

### 假面騎士Mage
本作由「魔法王國」住民利用「Mage」指環變身而成的量產型魔法使。
使用長槍「Ridescraper」作主要武器。
由近衛兵所變身的，右肩會裝備上披風「Glade Cape」，近衛兵為黃色；近衛隊長為紅色。
身高:195cm
體重:80kg
拳擊力:約2.0t（市民）；無法測量（近衛兵、近衛隊長）
踢擊力:3.2t（市民）；5.8t（近衛兵）；6.2t（近衛隊長）
跳躍力:12m（市民）；20m（近衛兵）；25m（近衛隊長）
跑力:100m/7秒（市民）；5.8秒（近衛兵）；5.5秒（近衛隊長）

## 登場怪人
- 甲蟲神（ケプリ）（CV：平井啟二）

於魔法王國內出現的魅影，全身覆蓋著堅硬外殼及擁有強大怪力。使用劍為武器。
- 銜尾蛇（ウロボロス）

寄宿於椎名的精神世界「Underworld」中的巨大魅影。
整體外型猶如巨大的蛇型怪物，可作空中飄浮，皮膚佈滿堅硬的鱗片，頭尾兩端均有一個蛇頭。
- 德雷克（ドレイク）（CV：陣内孝則）

奧瑪大臣的真面目，能夠使用魔法道具的魅影。名字來自於古希臘文的Drakon「龍」
全身覆蓋無數的龍鱗，擁有變化成鎧甲的肉體，使用名為「Tyrant」的劍作為武器。
- 美杜莎（メデューサ）（替身演出：小倉敏博（日语：おぐらとしひろ）、CV：中山繪梨奈（日语：中山絵梨奈））
- （替身演出：渡邊淳（日语：渡辺淳）、CV：篤海（日语：菅野篤海））
- 古利姆連（日语：グレムリン）（替身演出：岡田和也（日语：岡田和也 (俳優)）、CV：前山剛久）

## 本作登場輔助裝備・戰力
- Ridescraper（ライドスクレイパー）

假面騎士Mage專用的長槍與掃帚混合型武器，可乘坐以用作空中飛行。
- Dís Halberd（ディースハルバード）

假面騎士Sorcerer專用的長戟型武器。
斧身嵌上具有魔力增幅魔力用途的魔寶石「Excel Shard」，刀刃部位「Light Blade」配合魔力所作的斬擊威力足可無視一切防禦。
- Flower Wizard Ring（フラワーウィザードリング）

椎名的母親所製造的魔法指環，具有變出無數花瓣飛舞的幻想景象出來。
- Common Wizard Ring（コモンウィザードリング）

假面騎士Sorcerer與假面騎士Mage專用魔法指環，具有發動各種形式魔法的能力。
兩者所用的指環顏色上及力量亦都有所分別。
- Create Wizard Ring（クリエイトウィザードリング）

假面騎士Sorcerer專用魔法指環，具有改變世界狀態能力。
- Final Strike Wizard Ring（ファイナルストライクウィザードリング）

假面騎士Sorcerer專用魔法指環，把體內魔力全部集中左腳後踢出必殺技。
- Finish Strike Wizard Ring（フィニッシュストライクウィザードリング）

假面騎士Wizard專用魔法指環，利用此解放Infinity Style與Wizardragon身體四個部份，轉變成另一形態Infinity Dragon。

## 其他相關媒體

### 網路電影
《網路版 - 假面騎士Wizard in 真的嗎！？Land》，是2013年7月東映特撮BB的テレ朝動畫的付費配信，也可以說是電影本篇外所附帶的特別篇。

#### 網路版登場角色
- 操真晴人 - 白石隼也 飾
- 仁藤攻介 - 永瀨匡 飾
- 曆 - 奧仲麻琴 飾
- 大門凜子 - 高山侑子 飾
- 奈良瞬平 / 幪面超人Mage - 戶塚純貴 飾 / 聲
- 美紗（美杜莎）、稻森真由 -  中山繪梨奈 飾
- 空（古利姆連） - 前山剛久 飾
- 雄吾（菲尼克斯） - 篤海 飾
- 甜甜圈店店員 - 田谷野亮 飾

#### 網路版聲音演出
- 旁白 - 平田廣明
- 幪面超人1號 - 稲田徹
- 甲蟲神 - 平井啟二

#### 網路版製作人員
- 原作 - 石之森章太郎
- 編劇 - 下山健人、石橋大助、木原大輔
- 導演 - 山口恭平

#### 網路版各話標題
| 話數 | 標題                 | 副題 | 中文                     | 登場角色 | 配信日期      |
| ---- | -------------------- | ---- | ------------------------ | --- | ------------- |
| 1    | 假面騎士刑事 第1話   |      | 晴人、分配               | - 操真晴人 - 大門凜子 - 仁藤攻介 - 假面騎士1號 - 假面騎士V3 - 騎士人 - 假面騎士亞馬遜 - 假面騎士強者 | 2013年7月12日 |
| 2    | 假面騎士刑事 第2話   |      | 強先生、調查             | - 操真晴人 - 大門凜子 - 假面騎士強者 - 修卡骨戰鬥員 | 2013年7月12日 |
| 3    | 假面騎士刑事 第3話   |      | V先生、埋伏              | - 操真晴人 - 大門凜子 - 假面騎士1號 - 假面騎士V3 - 假面騎士亞馬遜 - Dr.G | 2013年7月12日 |
| 4    | 假面騎士Mage 第1話   |      | 我就是主角！奈良瞬平！！ | - 奈良瞬平 / 假面騎士Mage - 操真晴人 - 大門凜子 - 曆 - 仁藤攻介 | 2013年7月12日 |
| 5    | 找出魔法騎士！之1    |      | Wizard在哪裡             | - 美紗 - 空 - 假面騎士Wizard - 假面騎士Faiz - 假面騎士響鬼 | 2013年7月12日 |
| 6    | 曆的房間・Premium之1 |      | 求教者・仁藤攻介         | - 曆 - 奈良瞬平 - 仁藤攻介 | 2013年7月12日 |
| 7    | 假面騎士刑事 第4話   |      | 人先生、炸彈（前編）     | - 操真晴人 - 大門凜子 - 仁藤攻介 - 假面騎士V3 - 騎士人 - 假面騎士強者 - 修卡大首領 - 修卡骨戰鬥員 | 2013年7月19日 |
| 8    | 假面騎士刑事 第5話   |      | 人先生、殉職（後編）     | - 操真晴人 - 大門凜子 - 仁藤攻介 - 假面騎士V3 - 騎士人 - 假面騎士強者 | 2013年7月19日 |
| 9    | 假面騎士Mage 第2話   |      | 打敗吧！魅影！！         | - 奈良瞬平 / 假面騎士Mage - 操真晴人 - 大門凜子 - 甲蟲神 | 2013年7月19日 |
| 10   | 假面騎士Mage 第3話   |      | 守護吧！Gate！！         | - 奈良瞬平 / 假面騎士Mage - 操真晴人 - 大門凜子 - 曆 - 仁藤攻介 - 甲蟲神 | 2013年7月19日 |
| 11   | 找出魔法騎士！之2    |      | Beast在哪裡              | - 美紗 - 空 - 假面騎士Beast - 假面騎士OOO - 地獄大使 | 2013年7月19日 |
| 12   | 曆的房間・Premium之2 |      | 求教者・雄吾             | - 曆 - 奈良瞬平 - 雄吾 | 2013年7月19日 |
| 13   | 假面騎士刑事 第6話   |      | 亞馬先生、電話           | - 操真晴人 - 大門凜子 - 仁藤攻介 - 假面騎士1號 - 假面騎士V3 - 騎士人 - 假面騎士亞馬遜 - 假面騎士強者 | 2013年7月26日 |
| 14   | 假面騎士刑事 第7話   |      | 大門&蛋黃、迷宮（前編）  | - 操真晴人 - 大門凜子 - 仁藤攻介 - 假面騎士1號 - 假面騎士V3 - 騎士人 - 假面騎士亞馬遜 - 假面騎士強者 | 2013年7月26日 |
| 15   | 假面騎士刑事 第8話   |      | 大門&蛋黃、真相（後編）  | - 操真晴人 - 大門凜子 - 仁藤攻介 - 假面騎士1號 - 假面騎士V3 - 騎士人 - 假面騎士亞馬遜 - 假面騎士強者 | 2013年7月26日 |
| 16   | 假面騎士Mage 第4話   |      | 提高吧！營業額！         | - 奈良瞬平 / 假面騎士Mage - 操真晴人 - 大門凜子 - 甜甜圈店店員 - 甲蟲神 | 2013年7月26日 |
| 17   | 找出魔法騎士！之3    |      | 白色魔法使在哪裡         | - 美紗 - 空 - 白色魔法使 - 假面騎士Rey - 雪白魔法使（魔法戰隊） | 2013年7月26日 |
| 18   | 曆的房間・Premium之3 |      | 求教者・稻森真由         | - 曆 - 奈良瞬平 - 稻森真由 | 2013年7月26日 |
| 19   | 假面騎士刑事 第9話   |      | 老大、綁架（前編）       | - 操真晴人 - 大門凜子 - 仁藤攻介 - 假面騎士1號 - 假面騎士V3 - 騎士人 - 假面騎士亞馬遜 - 假面騎士強者 - 假面騎士古迦 - 假面騎士劍 - 假面騎士電王 - 假面騎士DECADE - 假面騎士W - 假面騎士Fourze - 修卡大首領 - 修卡骨戰鬥員               | 2013年8月2日  |
| 20   | 假面騎士刑事 最終話  |      | 老大、千鈞一發（後編）   | - 操真晴人 - 大門凜子 - 仁藤攻介 - 假面騎士1號 - 假面騎士2號 - 假面騎士V3 - 騎士人 - 假面騎士亞馬遜 - 假面騎士強者 - 假面騎士古迦 - 假面騎士劍 - 假面騎士電王 - 假面騎士DECADE - 假面騎士W - 假面騎士Fourze - 修卡大首領 - 修卡骨戰鬥員 | 2013年8月2日  |
| 21   | 假面騎士Mage 第5話   |      | 救我！使魔們！！         | - 奈良瞬平 / 假面騎士Mage - 操真晴人 - 大門凜子 - 仁藤攻介 - 甲蟲神 | 2013年8月2日  |
| 22   | 假面騎士Mage 最終話  |      | 決戰吧！假面騎士Mage！！ | - 奈良瞬平 / 假面騎士Mage - 操真晴人 - 仁藤攻介 - 甲蟲神 | 2013年8月2日  |
| 23   | 曆的房間・Premium之4 |      | 求教者・空               | - 曆 - 奈良瞬平 - 空 | 2013年8月2日  |
| 24   | 曆的房間・Premium之5 |      | 求教者・曆               | - 曆 - 操真晴人 - 奈良瞬平 | 2013年8月2日  |

### 映像商品化
- 《劇場版 假面騎士Wizard in Magic Land Making of Showtime》DVD（2013年7月21日發行）

收錄電影製作特輯。
- 《網絡版 - 假面騎士Wizard in 真的嗎！？Land》Blu-ray及DVD（2013年12月6日發行）

收錄網路版電影全24話。
另加特典映像「曆的房間・Premium之5」未公開版本
- 《劇場版 假面騎士Wizard in Magic Land》通常版Blu-ray及DVD（2014年1月10日發行）
- 《劇場版 假面騎士Wizard in Magic Land》珍藏版Blu-ray及DVD（2014年1月10日發行）

## 演員
- 操真晴人 / 幪面超人Wizard - 白石隼也 飾/聲
- 仁藤攻介 / 幪面超人Beast - 永瀨匡 飾/聲
- 曆 - 奥仲麻琴 飾
- 輪島繁 / 幪面超人Mage - 小倉久寬 飾/聲
- 大門凛子 / 幪面超人Mage - 高山侑子 飾/聲
- 奈良瞬平 / 幪面超人Mage - 戶塚純貴 飾/聲
- 美紗 / 美杜莎 - 中山繪梨奈（日语：中山絵梨奈） 飾/聲
- 雄吾 / 菲尼克斯 - 篤海（日语：菅野篤海） 飾/聲
- 空 / 古利姆連 - 前山剛久 飾/聲
- 甜甜圈店店長 / 幪面超人Mage - KABA.ちゃん（日语：KABA.ちゃん） 飾/聲
- 甜甜圈店店員 / 幪面超人Mage -  飾/聲
- 奧馬大臣 / 幪面超人Sorcerer / 德雷克 - 陣內孝則 飾/聲
- 瑪雅大王 - 忍成修吾 飾
- 近衛隊長 / 幪面超人Mage - 載寧龍二 飾/聲
- 椎名 / 幪面超人Mage - 瀧澤翼 飾/聲
- 年輕人 - 安田奈央、吉住繪里加、名倉香織、井坂仁美、遠藤三貴、秋田知里（Kamen Rider GIRLS） 飾
- 瑪雅之父 - 北見誠 飾
- 童年瑪雅 - 櫻井海瑞希 飾
- 椎名之母 - 正木佐和（日语：正木佐和） 飾
- 孩童 - 鈴木啓、鈴木琉生 飾
- 瑪雅之妻 - 乙黒繪里（日语：乙黒えり） 飾

## 聲音演出
- 說話的門 - 福田彩乃
- 甲蟲神 - 平井啟二

## 曲目

### 主題曲
「The Finale Of The Finale」
- 演唱／編曲：RIDER CHIPS
- 作詞：藤林聖子
- 作曲：野村義男
- 編曲：渡部チェル（日语：渡部チェル）

### 插曲
「Rollercoaster days」 
- 演唱: Kamen Rider GIRLS（井坂仁美、秋田知里、名倉香織）
- 作詞: 藤林聖子
- 作／編曲：AYANO（日语：AYANO!）

## 製作人員
- 原作 - 石之森章太郎
- 劇本 - 香村純子
- 配樂 - 中川幸太郎
- 動作指導 - 石垣廣文（日语：石垣広文）
- 特攝導演 - 佛田洋（日语：佛田洋）
- 導演 - 中澤祥次郎（日语：中澤祥次郎）
- 攝影 - 倉田幸治
- 照明 - 斗澤秀
- 美術 - 大嶋修一
- 錄音 - 堀江二郎
- 編集 - 須永弘志（日语：須永弘志）
- 整音 - 曾我薫
- 助理編導 - 山口恭平（日语：山口恭平）、塩川純平、近藤孔明
- 編劇 - 森永恭子
- 制作擔當 - 石井誠
- 製作人候補 - 菅野亞由美（tv asahi）、石川啓、高橋勇樹
- 製作統籌 - 平原大志
- 人物設計 - 田嶋秀樹、小林大佑、阿部統（PLEX）
- 生物設計 - 丸山浩
- 發行 - 東映
- 製作 - 劇場版「Wizard・強龍者」製作委員會（東映、tv asahi、TOEI VIDEO（日语：東映ビデオ）、ADK、TOEI ADVERTISING（日语：東映エージエンシー）、萬代）

## 外部連結
- 官方網站（日語）